# علي عثمان طه
علي عثمان محمد طه (1944-) سياسي سوداني، كان عضوا في البرلمان السوداني لدورات عديدة ثم وزيراً للتخطيط الاجتماعي 1993 – 1995، ووزيراً للخارجية 1995 - 1998 ، وقد عمل نائباً أول لرئيس الجمهورية منذ 1998 ، ونائباً ثانياً لرئيس الجمهورية في حكومة الوحدة الوطنية في 9 يوليو 2005 ، نائباً أول لرئيس جمهورية السودان سابقاً بعد انفصال الجنوب حتى عام 2013 . عُرف تاريخياً بأنه الرجل الثاني في تنظيم الجبهة الإسلامية القومية، بعد حسن عبد الله الترابي إلى أن انقلب عليه في ديسمبر 1999 م، بعد مذكرة العشرة الشهيرة التي أدّت لعزل  الترابي بعد صراع على السلطة مع عمر البشير -الرئيس السوداني السابق-.

## الولادة والنشأة
ولد علي عثمان محمد طه يوم 1 نوفمبر 1944 في الخرطوم لأسرة بسيطة الحال تنتمي إلى قبيلة الشايقية العربية وتلقّى تعليماً دينيا في الخلوة في بواكير حياته.

## المراحل التعليمية
تلقّى الأستاذ علي عثمان محمد طه جميع مراحله التعليمية داخل السودان في ولاية الخرطوم:
- مدرسة الخرطوم غرب الابتدائية، ومدرسة الخرطوم الأميرية الوسطى، ومدرسة الخرطوم الثانوية القديمة.
- جامعة الخرطوم – تخرّج في كلية القانون عام1971 ، وتحصل على بكلوريوس القانون مرتبة الشرف الأولى من جامعة الخرطوم عام 1971م.

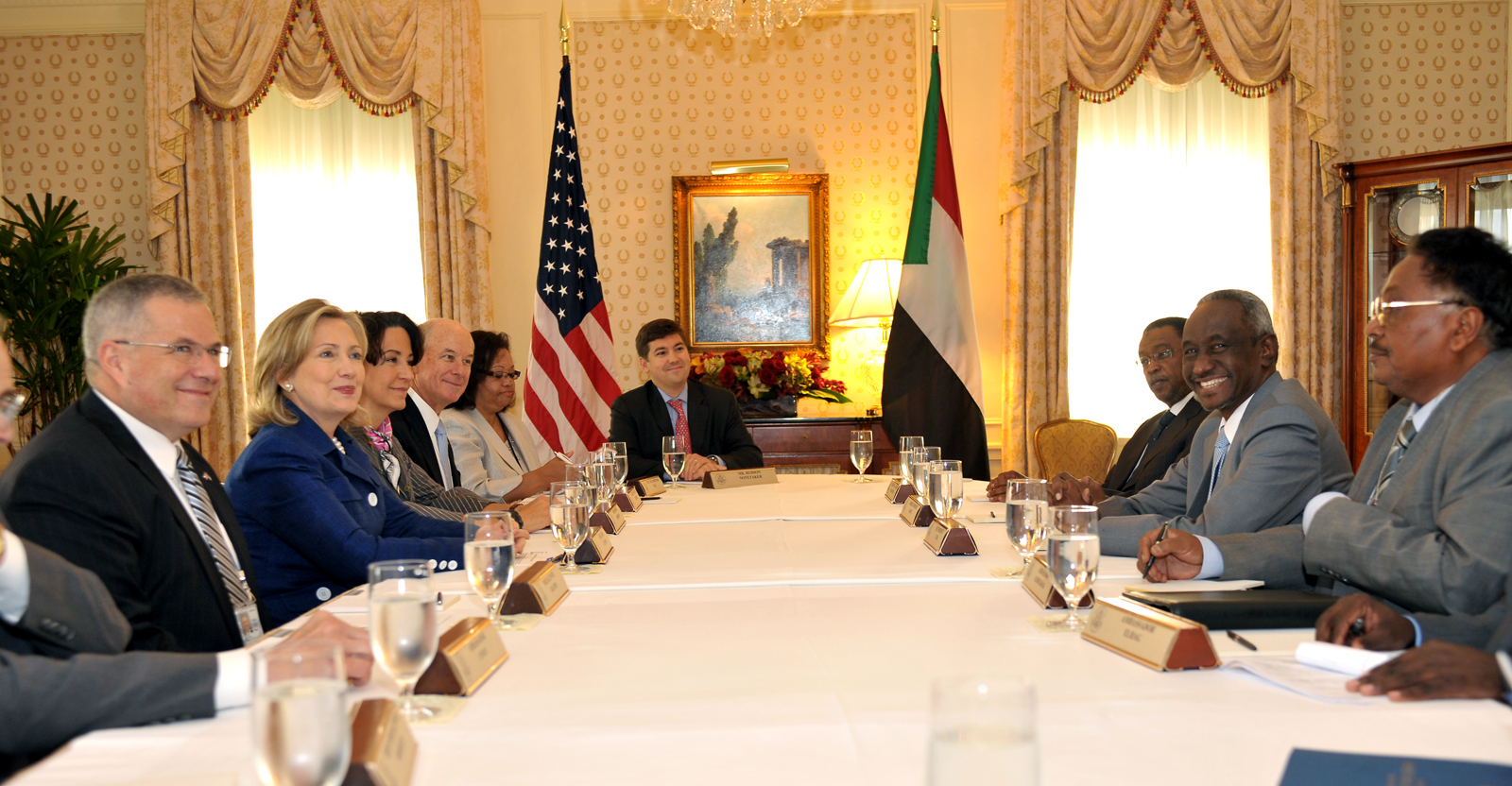
علي عثمان يقود مباحثات سودانية امريكية

## الوظائف المدنية والسياسية
عمل علي عثمان محمد طه في وظائف مدنية وسياسية :
- الهيئة القضائية – الأعوام 1972 - 1976 .
- المحاماة 1976 .
- عمل رائداً لمجلس الشعب 1977 – 1985 .
- عضواً في مجلس الشعب القومي لثلاث دورات 1977 - 1985 .
- زعيماً للمعارضة بالجمعية التأسيسية 1986 – 1989 .
- عضو المجلس الوطني الانتقالي 1991 – 1993 .
- وزيراً للتخطيط الاجتماعي1993 – 1995 .
- وزيراً للخارجية 1995 - 1998
- نائباً أولاً لرئيس الجمهورية 1998 .
- قاد وفد التفاوض الحكومي لتحقيق السلام بـ اتفاقية السلام الشامل التي تمت يوم9 يناير 2005 .
- نائباً ثانياً لرئيس جمهورية السودان في حكومة الوحدة الوطنية من يوم 9 يوليو 2005 .
- نائباُ أولاً لرئيس جمهورية السودان بعد انفصال جنوب السودان .
- استقال في 8 ديسمبر 2013 وعين الفريق أول بكري حسن صالح بدلاً عنه .

## العمل السياسي

### في فترة الرئيس السوداني الأسبقجعفر النميري
برز علي عثمان سياسيا إبّان دخوله لجامعة الخرطوم حيث انضم لـجماعة الاخوان المسلمين رغم نشأته في بيئة ختمية ومن خلال الجماعة أصبح رئيساً لإتحاد طلاب جامعة الخرطوم عام 1971 .
أُنتخب عضواً لمجلس الشعب لثلاث دورات في الفترة من 1977 - 1985 وكان رائداً لمجلس الشعب.
من داخل البرلمان أُنتخب رئيساً للجنة الشئون القانونية في العام 1985 . بعد انشقاق جماعة الاخوان المسلمين انضم إلى الجبهة الإسلامية القومية التي كان يتزعّمها الدكتور حسن الترابي .

### عهد الديمقراطية الثالثة
انتخب عضواً بالبرلمان السوداني باسم الجبهة الإسلامية في فترة الديمقراطية الثالثة حيث تزعم المعارضة بالجمعية التأسيسية في الفترة من 1986 - 1989 .
بعد انقلاب الإنقاذ في 30 يونيو 1989 تم تعيينه نائباً بالبرلمان الانتقالي في الفترة من 1991 - 1993 ، وتم تكليفه من قبل رئاسة الجمهورية وزيراً للتخطيط الاجتماعي في الفترة من 1993 - 1995 ، ومن ثم وزيراً للخارجية السودانية في الفترة من 1995- 1998 .
بعد استشهاد النائب الأول للرئيس السوداني الزبير محمد صالح في حادث سقوط طائرة تم تعيينه نائباً أولاً للرئيس عام 1998 - 2005 . وتزعّم رئاسة الحركة الإسلامية السودانية بعد إقصائه لحسن الترابي في ديسمبر 1999 م بعد قرارات الرابع من رمضان. وترأّس مفاوضات السلام السودانية بين شمال وجنوب السودان لإنهاء الحرب الأهلية السودانية الثانية التي استمرت 25 عاماً وراح ضحيتها مئات الآلاف من أبناء السودان حيث أفضت إلى توقيع اتفاقية السلام الشامل في منتجع نيفاشا الكيني في التاسع من يناير 2005م التي أدّت لانفصال جنوب السودان عن شماله في العام 2011 بإستفتاء .
وفي التاسع من يوليو من العام2005م. أدّى القسم نائباً ثانيا لرئيس الجمهورية مفسحا المجال لـ سيلفا كير كنائب أول ممثلا الحركة الشعبية لتحرير السودان التي وقعت مع الحكومة الاتفاقية. ثم تم تعيينه نائباً أول لرئيس جمهورية السودان بعد انفصال جنوب السودان وقدّم استقالته في ديسمبر 2013 .
| المناصب السياسية      | المناصب السياسية               | المناصب السياسية     |
| --------------------- | ------------------------------ | -------------------- |
| سبقه الزبير محمد صالح | نواب رؤساء السودان 1998 - 2013 | تبعه - بكري حسن صالح |

ق

## وصلات خارجية
- موقع رئاسة جمهورية السودان